# Швальб Лопес-Альдана, Фернандо
Фернандо Швальб Лопес-Альдана (исп. Fernando Schwalb López-Aldana; 26 августа 1916, Лима, Перу — 22 июля 2002, там же) — перуанский политик, председатель Совета министров Перу (1963—1965 и 1983—1984).

## Биография
Окончил юридический факультет Папского католического университета Перу с присвоением квалификации бакалавра права, затем, — в 1940 г., Национальный университет Сан-Маркос.
В 1933 г. он поступил на дипломатическую службу, пройдя несколько карьерных ступеней в 1944 г. был назначен вторым секретарём посольства Перу в США. С 1946 г. — в составе делегации Перу, аккредитованной при Организации Объединённых Наций. В 1947 г. был назначен на должность первого секретаря посольства, а в 1948 г. был повышен до исполнительного министра (ministro consejero). Однако в том же году был вынужден уйти в отставку после того как в Перу произошёл военный переворот во главе с генералом Мануэлем Одриа. Дипломат вернулся на родину, где он посвятил себя адвокатской практике и журналистской деятельности.
Выступил одним из учредителей партии «Народное действие» и в 1960 г. был избран её генеральным секретарём.
- 1963—1968 гг. — член Сената,
- 1963—1965 гг. — председатель Совета министров и министр иностранных дел Перу,
- 1966—1968 гг. — председатель Центрального банка Перу.

После государственного переворота во главе с генералом Хуаном Веласко Альварадо (октябрь 1968) был вынужден покинуть страну и работал в различных кредитных организациях за рубежом.
После восстановления в стране демократии продолжил политическую карьеру:
- 1980—1985 гг. — первый вице-президент Перу,
- 1980—1982 гг. — посол Перу в США,
- 1982—1984 гг. — председатель Совета министров Перу,
- 1983—1984 гг. — одновременно министр иностранных дел.

В 1995 г. являлся специальным посланником в Соединённых Штатах и Канаде по вопросам урегулирования пограничного конфликта между Перу и Эквадором в 1995 году. Кроме того, было в том году, президент Комитета по внешним связям.